# Stenopogon cazieri
Stenopogon cazieri là một loài ruồi trong họ Asilidae. Stenopogon cazieri được Brookman miêu tả năm 1941. Loài này phân bố ở vùng Tân Bắc giới.